# Вулиця Вільде (Львів)
Вулиця Ві́льде — вулиця у Личаківському районі міста Львова, в місцевості Професорська колонія. Пролягає від Коцка до залізниці Підзамче — Личаків. Прилучаються вулиці Копальна, Ялтинська, Ніщинського, Чумацька та Івана Шишманова.

## Історія
Вулиця виникла у 1930-х роках, у 1934 році отримала назву Птасьніка, на честь польського історика, професора Львівського університету Яна Птасьніка. За радянських часів, у жовтні 1945 року мала назву Роменська, проте вже у листопаді повернено довоєнну назву. Вже у 1946 році отримала назву Марата, на честь французького революціонера Жана-Поля Марата. Сучасна назва, від 1993 року, на честь української письменниці Ірини Вільде.
Забудова Професорської колонії, до якої належить також й вулиця Ірини Вільде, здійснювалася у 1930-х роках двоповерховими приватними будинками за проєктами архітекторів Тадеуша Врубеля, Леопольда Мартина Карасінського та Максиміліана Кочура у стилі конструктивізм.
Вілли під № 22 та № 25 внесені до Реєстру пам'яток архітектури місцевого значення під охоронними № 2155-м та № 2156-м відповідно.
Біля будинку № 37 зберігся металевий місток 1930-х років, що веде до Кайзервальду. В будинку під № 41 від радянських часів містилися пульмонологічне та хірургічне відділення, а також продовольчий склад вузлової лікарні ст. Львів Львівської залізниці (нині — Львівська клінічна лікарня на залізничному транспорті філії ЦОЗ АТ «Укрзалізниця»).

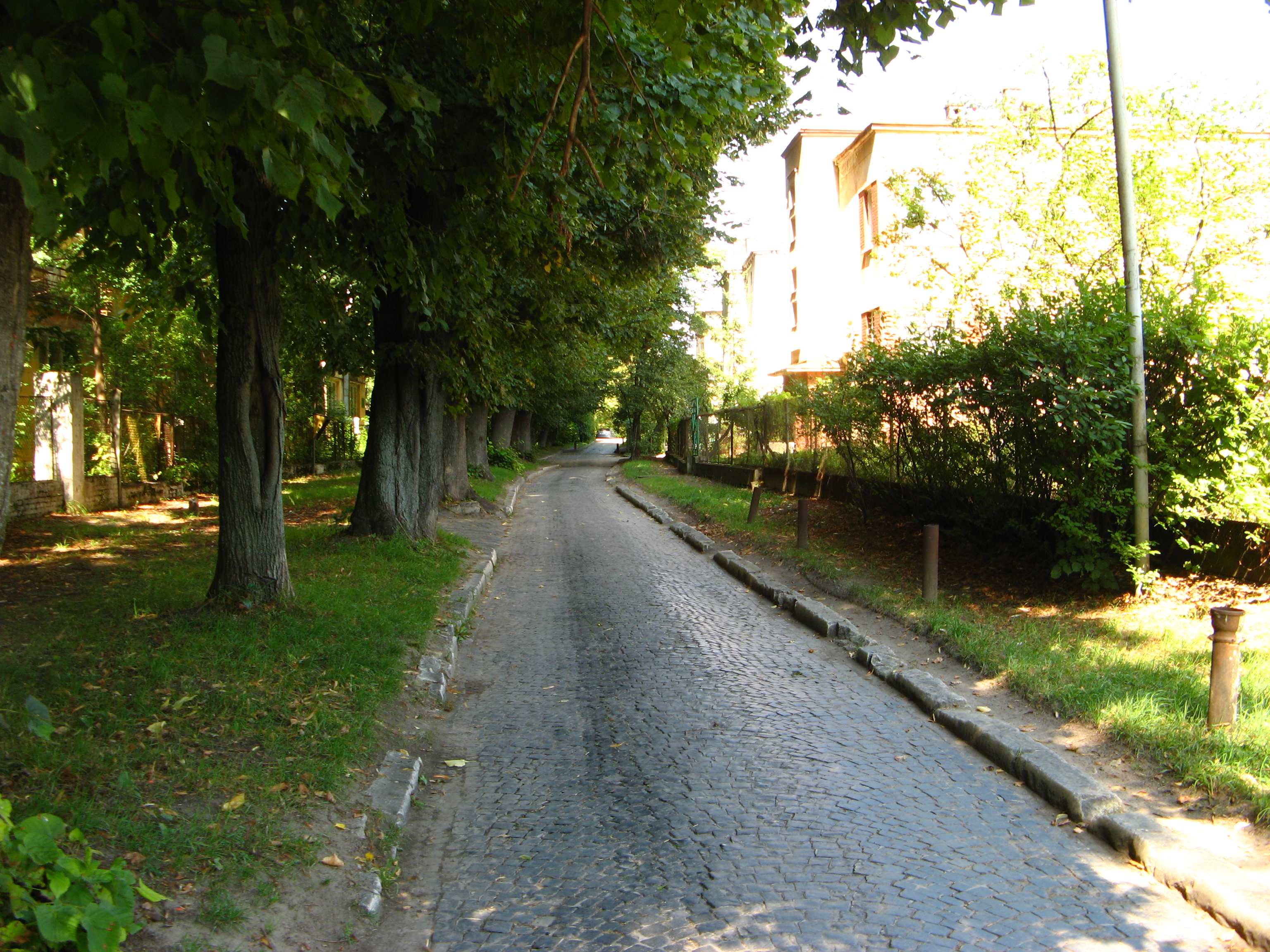
Вулиця Вільде (північна частина)
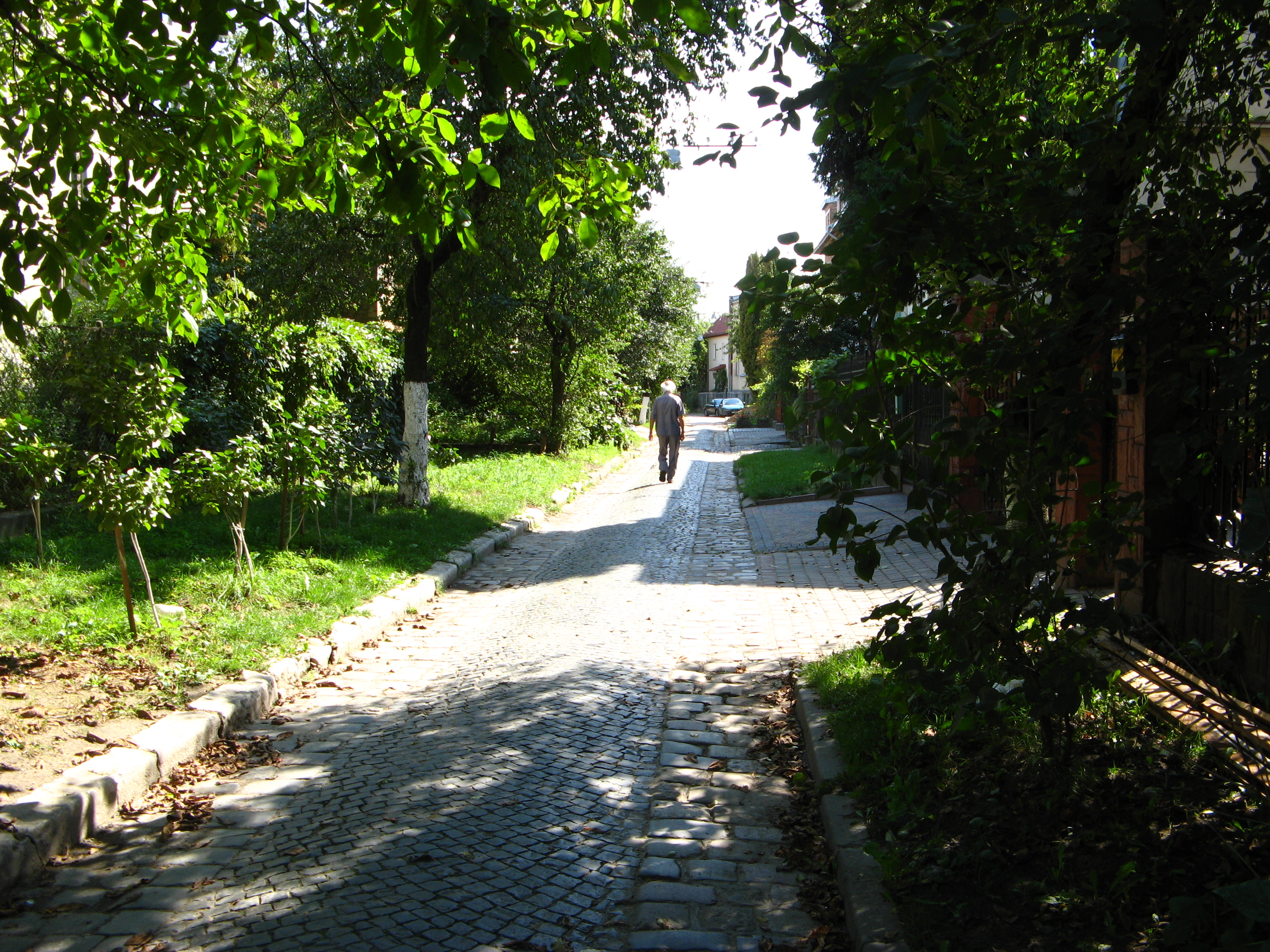
Вулиця Вільде (південна частина)
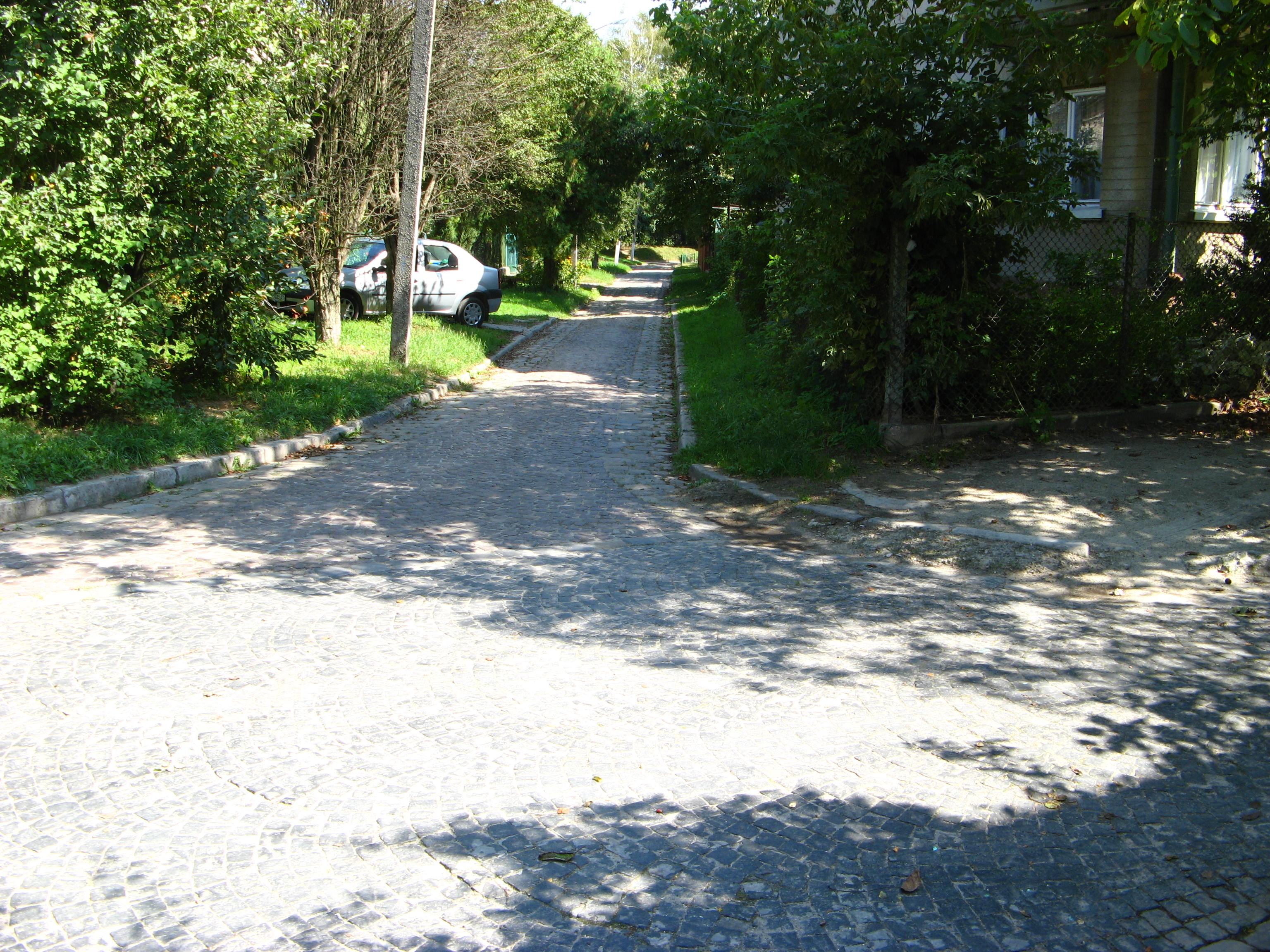
Перехрестя вулиць Ялтинської та Вільде
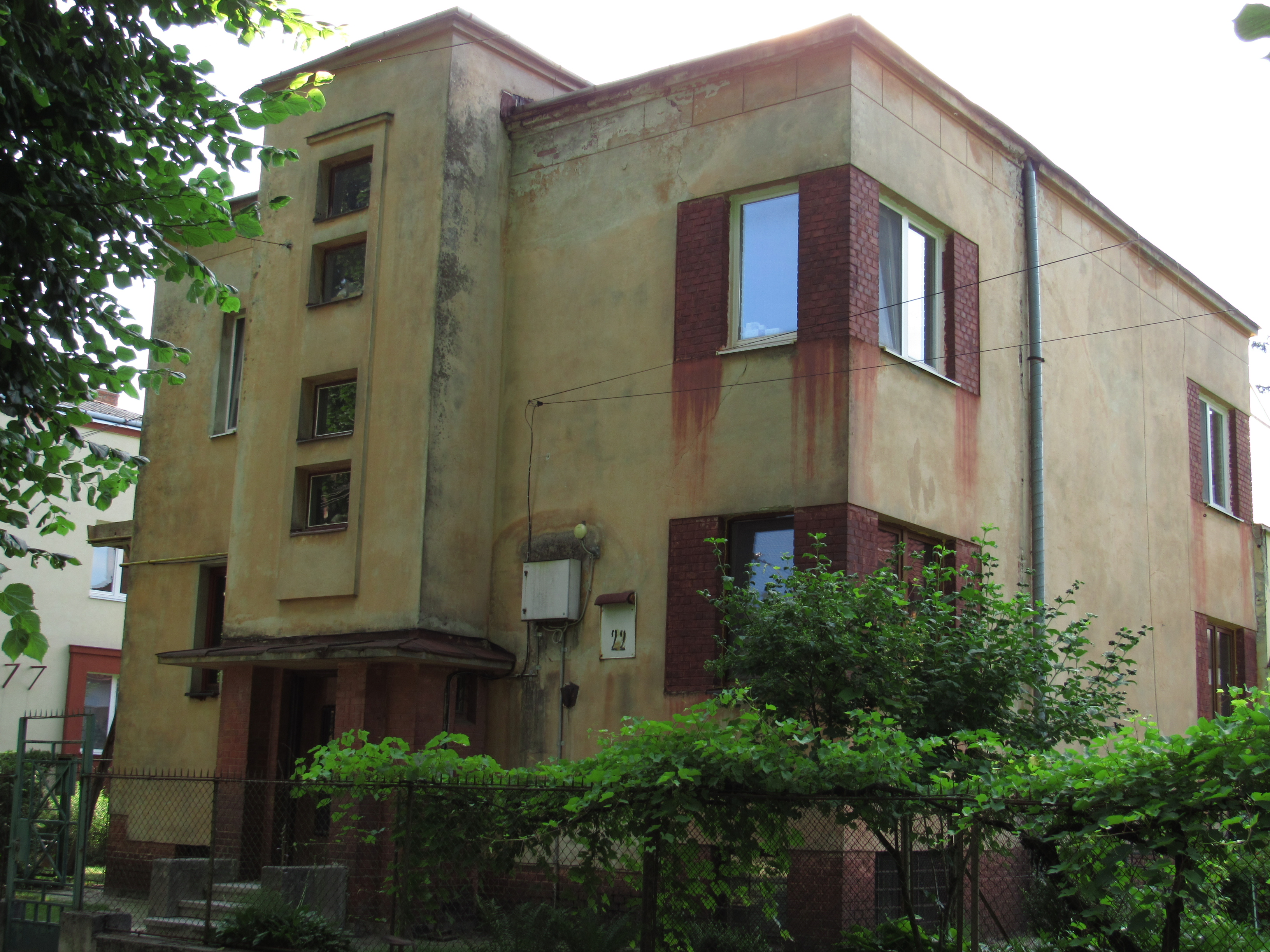
Житловий будинок (вул. Вільде, 22)
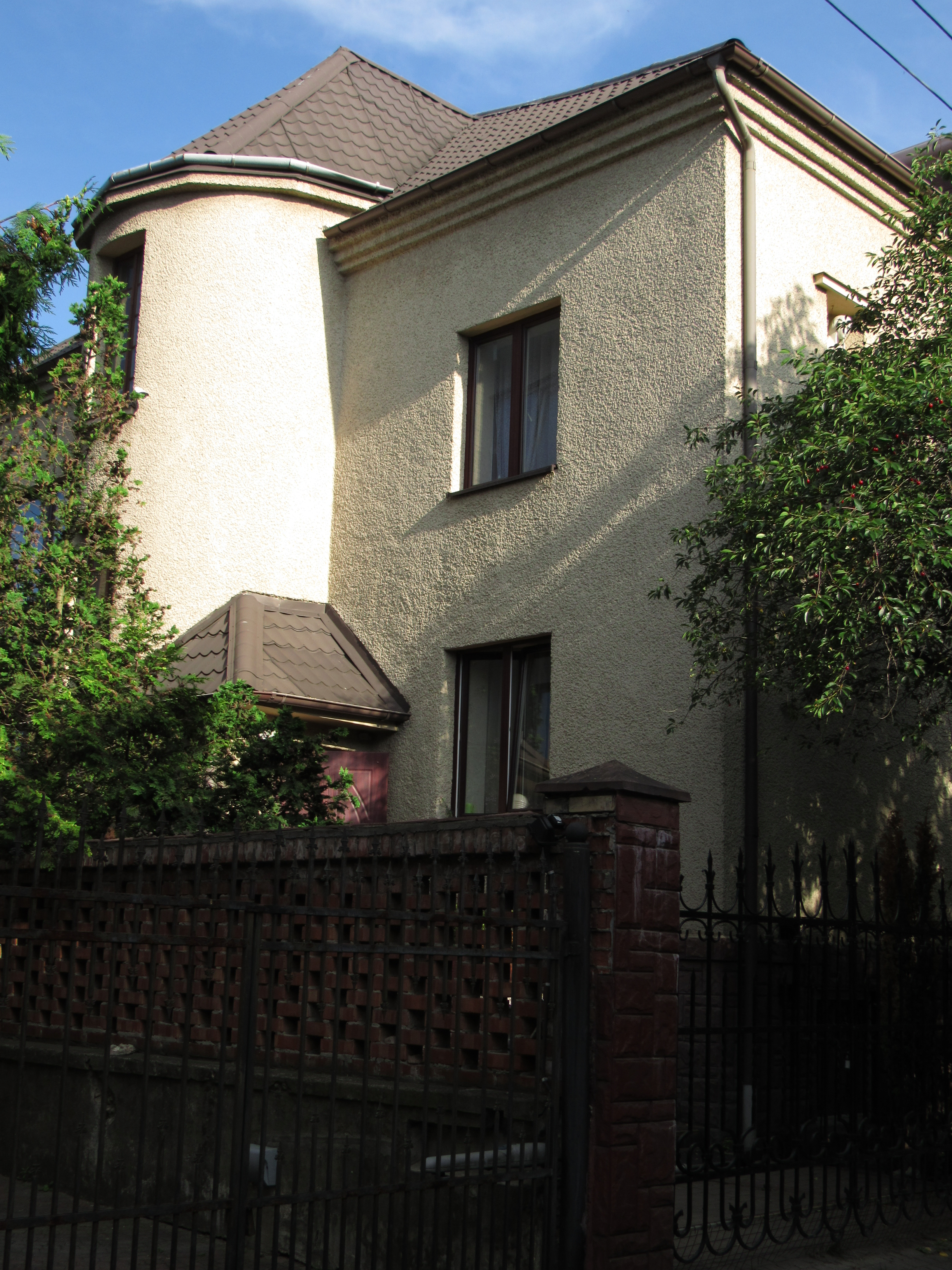
Житловий будинок (вул. Вільде, 25)